# Jorge Villalmanzo

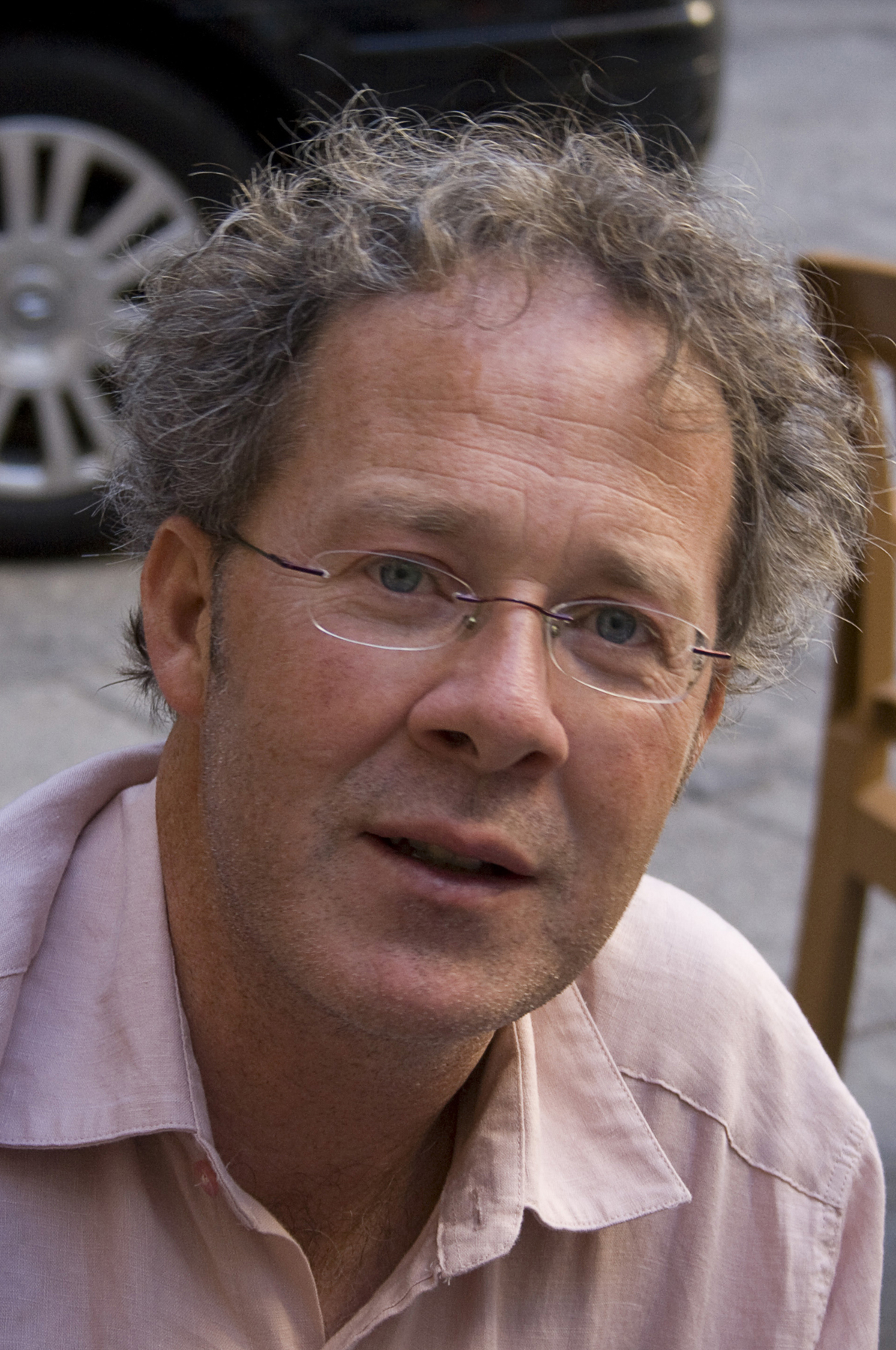
Jorge Villalmanzo en Burgos (2007), fotografiado por Asís G. Ayerbe.

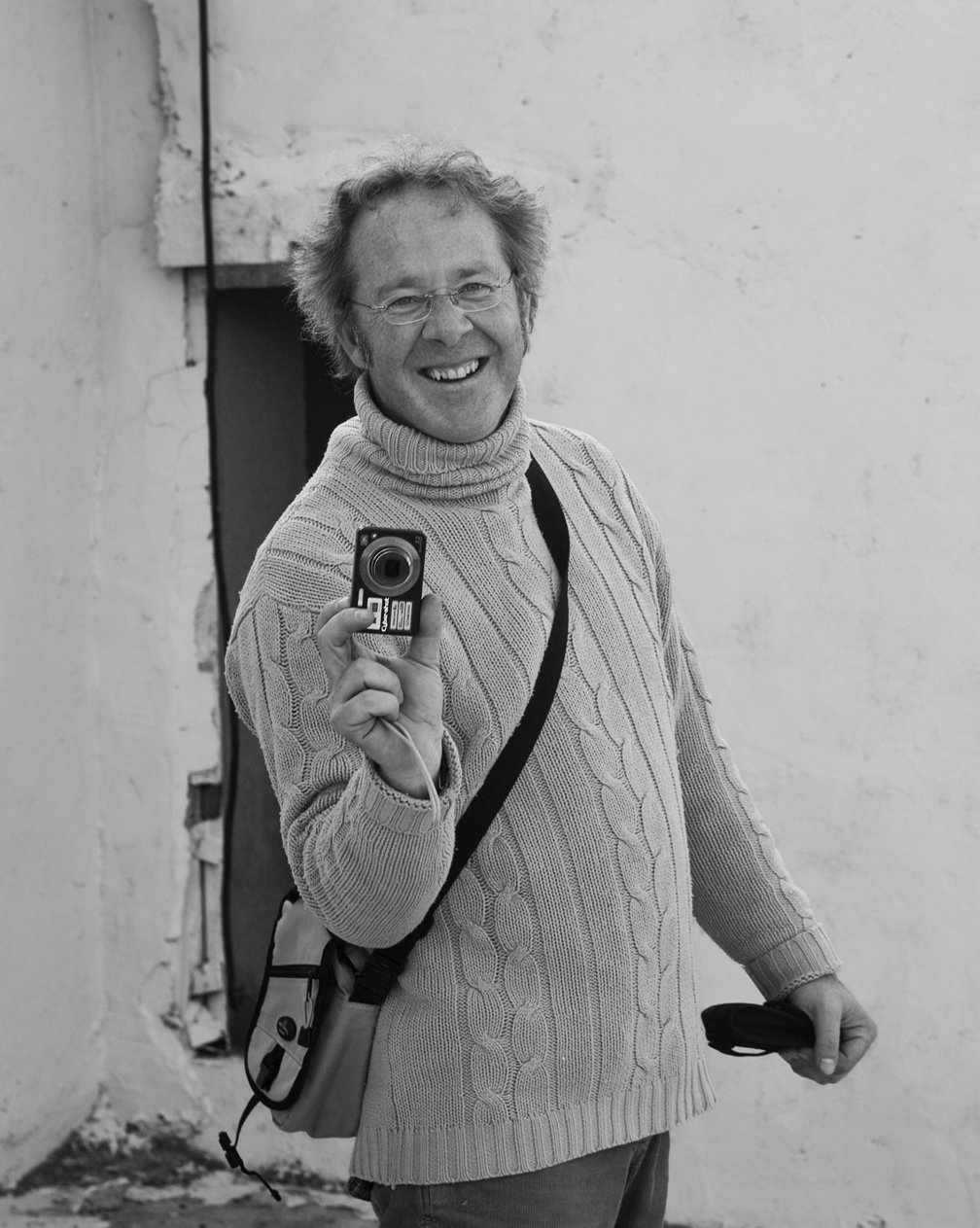
Villalmanzo en 2009 (fotografiado por Asís G. Ayerbe).

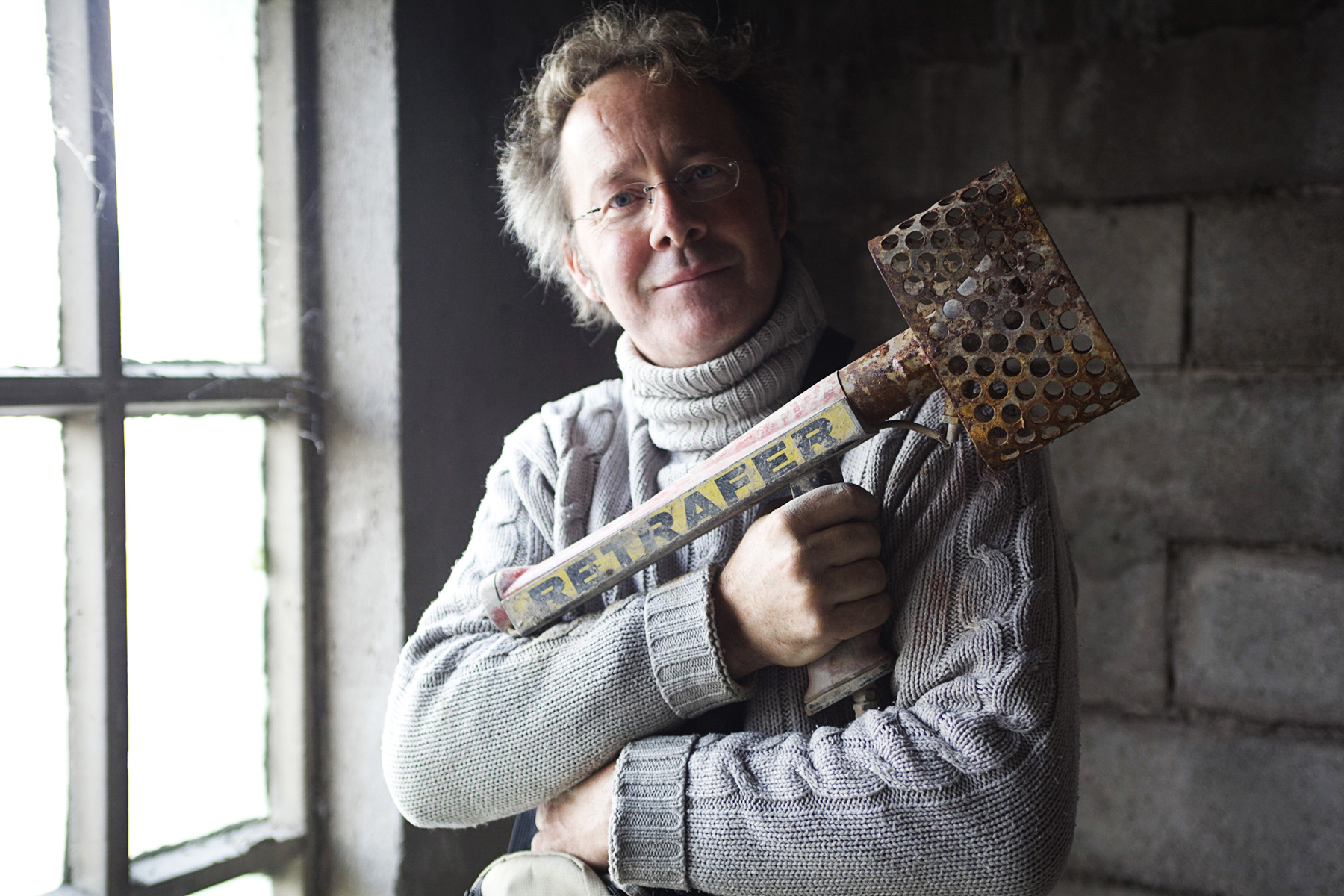
Villalmanzo en 2009 (fotografiado por Asís G. Ayerbe).

Jorge Villalmanzo Santamaría (Burgos, 22 de noviembre de 1960 - Burgos, 29 de marzo de 2012) fue un escritor y paisajista español.

## Infancia y juventud
Hijo del escultor Andrés Villalmanzo, Guma, realizó sus primeros estudios en el Colegio La Milagrosa de Burgos, hasta que con ocho años se trasladó con su familia a Madrid, donde pasó el resto de su infancia. Volvió a su ciudad natal de joven, y estudió allí el Bachillerato.

## Literatura
El descubrimiento de niño de la poesía de Rubén Darío despertó su vocación literaria. Formó parte de la tertulia literaria «Alfoz». Desde joven se convirtió en un importante animador cultural en Burgos y participó en la organización de tertulias, recitales y revistas poéticas. Fue miembro fundador de los grupos poéticos Instantia y Atlantes. Promovió y coeditó la revista literaria Pioderno de poesía. También publicó sus obras en otras revistas burgalesas como Lucernario, Luzdegás, Calamar o Entelequia. Sus poemas aparecieron en distintas antologías, como Quinta del 63 (Celya, 2002), 30 en oro (edición de Manuel Aparicio e Isabel Allegretto; Celya, 2004) y Aquí llama primera del XXI (Cuadernos de Poesía Telira, 2004).
Según José María Izarra, la poesía de Villalmanzo se caracteriza por sus rupturas sintácticas, la tendencia a la abstracción y su mensaje humanístico y esperanzado.
Tino Barriuso destacó la limpieza de su escritura y su importante labor como dinamizador cultural en Burgos.
Uno de sus poemas figura (junto a otros de Rafael Núñez Rosáenz, Eduardo de Ontañón, Carlos Frühbeck de Burgos, Salvador Puy, Conrado Blanco, Bernardo Cuesta Beltrán, Juan Ruiz Rojo, Tino Barriuso, Victoriano Crémer, Bonifacio Zamora y Julián Velasco de Toledo) en la selección de poetas burgaleses que, con fotos de Ángel Herraiz y Javier Contreras, están en exposición permanente desde noviembre de 2018 en los pilares de la Plaza de España de Burgos.

## Ecología y paisajismo
Además de su labor poética, fue un articulista habitual en Diario de Burgos y, a partir de 1999, en la edición de Castilla y León del diario ABC. En sus columnas y reportajes trataba especialmente sobre asuntos culturales y ecológicos. Fue jardinero de profesión y un gran defensor de la Naturaleza, cuyos valores difundía con sus escritos (en revistas como Andarríos, Amagredos y Pesca mosca), en programas de radio y televisión (Cuaderno verde, en Canal 4) y en sus numerosas conferencias. Diseñó muchos jardines, sobre todo en la ciudad y provincia de Burgos. Entre otros, se encargó del jardín de la sede de la Fundación Atapuerca en Ibeas de Juarros, cuyo edificio fue diseñado por el arquitecto Ignacio Camarero e inaugurado en 2009. Uno de sus últimos trabajos fue el ajardinamiento del Bulevar del  Ferrocarril, ejecutando el proyecto del estudio suizo Herzog & de Meuron.

## Música
Jorge Villalmanzo también era batería del grupo musical El cencerro eléctrico, con el que grabó canciones que llevaban letra suya en el disco ¿Y si cacarean? (2009).
El compositor Iker Güemes adaptó para canto y piano el poemario de Villalmanzo Las cenizas de la nieve. El estreno de la obra tuvo lugar en diciembre de 2007 en el Teatro Klaret de Valmaseda, interpretada por el tenor Manuel Alejo y el pianista Sergio Domínguez. Tras la muerte de Villalmanzo, Güemes compuso en su homenaje Crisálida, obra para acordeón y saxofón, que se inspira en el poema homónimo de Villalmanzo, publicado en su libro Las cenizas de la nieve. En palabras del compositor:

Esta pieza es una especie de réquiem laico, o más bien un planctus moderno. Sí, el espíritu de la música es el mismo que el que se destila en todas esas piezas que durante la época del renacimiento y el barroco se compusieron bajo el formato del “lamento”. Es mi homenaje a Jorge.

Crisálida fue encargada por el Dúo Daqian, grupo que estrenó y grabó la obra.

## Homenajes
Tras su muerte, se sucedieron los homenajes. 

### Burgos (ciudad)

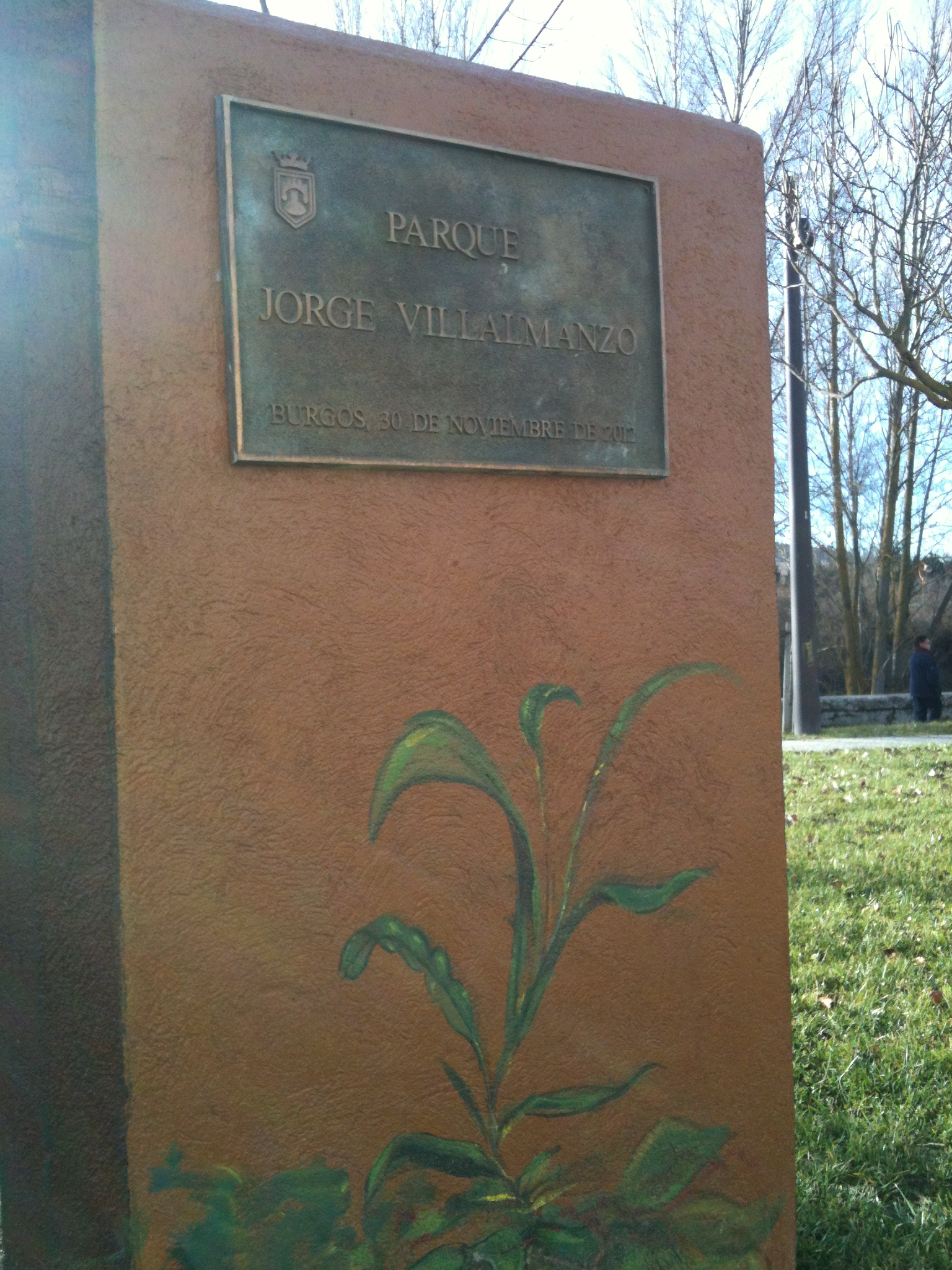
Placa en el Parque de Jorge Villalmanzo (Burgos).

El ayuntamiento dio su nombre a los jardines del bulevar del Ferrocarril en la zona del barrio de Capiscol. El parque, situado junto al río Arlanzón, ocupa más de cinco mil metros cuadrados y cuenta con una arboleda de ciento veinte fresnos. Fue inaugurado por el alcalde de la ciudad, Javier Lacalle, el 30 de noviembre de 2012. Ese mismo día se celebró un homenaje a Villalmanzo en el Centro de Creación Musical El Hangar, donde actuó el grupo al que perteneció, El cencerro eléctrico. En el mismo acto, unos rapsodas recitaron obras del poeta y varios pintores locales elaboraron un mural colectivo, que se instaló en febrero de 2014 en la Biblioteca Municipal Miguel de Cervantes para su exhibición permanente. La inauguración oficial de la pintura se realizó en junio de 2014, y consistió en una lectura colectiva de poemas. El motivo de que se instalara en esta biblioteca la pintura fue que justamente allí tuvo Villalmanzo su último acto público, como presentador de un libro de poesía.
La Universidad de Burgos organizó un recital en su honor. Por iniciativa de la Biblioteca Municipal, los escritores locales elaboraron un libro de relatos dedicado a su memoria, inicialmente difundido a través de Internet por medio de un código QR y posteriormente editado como libro electrónico en formato ePub. Este libro se presentó en el Congreso Nacional de Bibliotecas Públicas celebrado en el Fórum Evolución de Burgos en octubre de 2012.

#### Lecturas Literarias en recuerdo de Jorge Villalmanzo

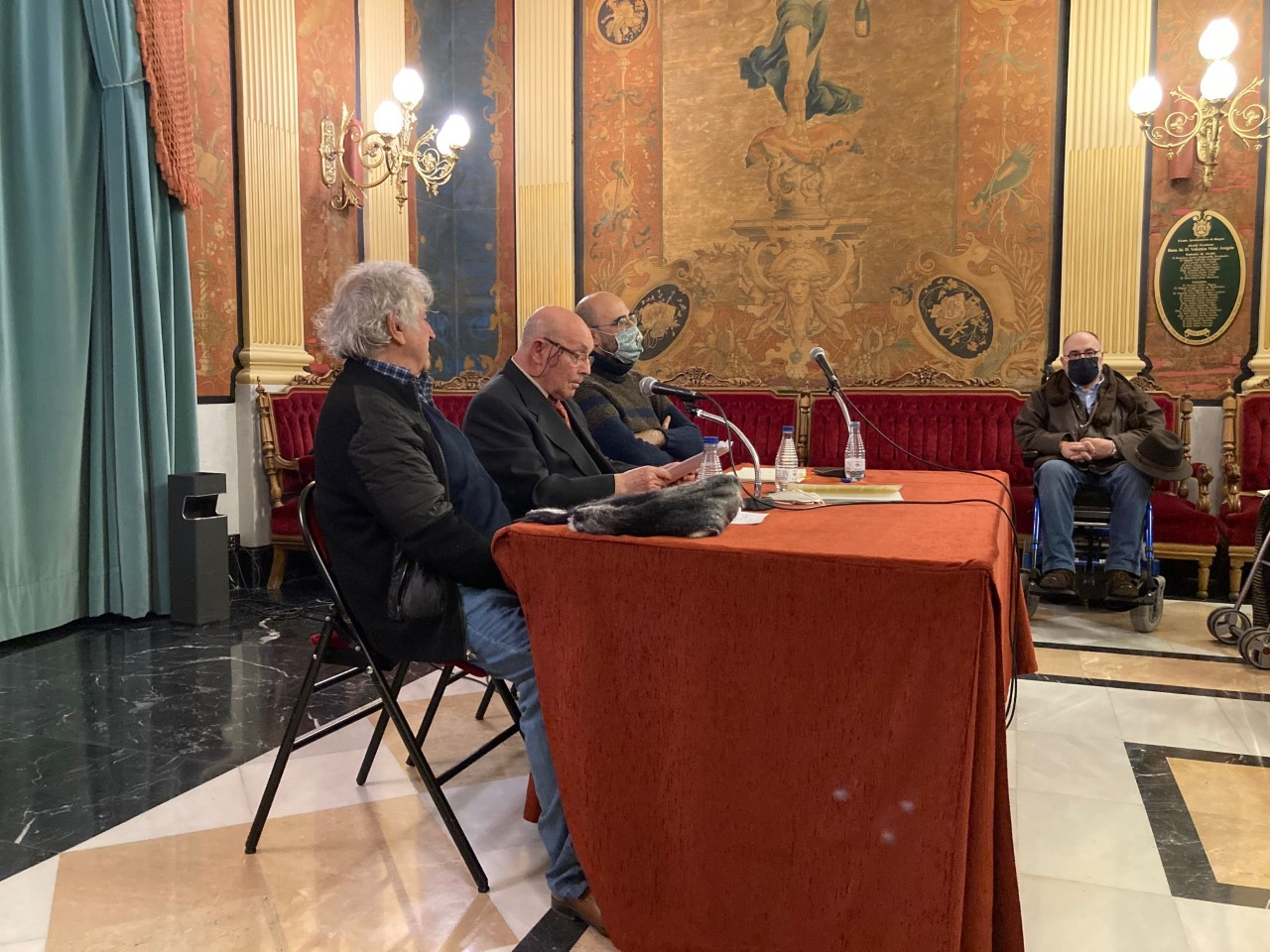
Recital del poeta Antolín Iglesias Páramo en la Lectura Literaria en recuerdo de Jorge Villalmanzo de 2021

Comenzaron en 2012, tienen carácter anual y tienen lugar en el Teatro Principal de Burgos. Consisten en un recital literario por parte de una figura de la poesía española. Los participantes han sido Antonio Carvajal, Esperanza Ortega, Tomás Sánchez Santiago, Pilar Adón, Ana Rossetti, Olvido García Valdés, José Gutiérrez Román, Antonio Praena, Antolín Iglesias Páramo, Care Santos y Eliseo González.
En 2020 no se celebraron debido a la Pandemia de COVID-19.

#### Diversum
El 13 de marzo de 2015 se inauguró en el Centro de Arte Contemporáneo de Caja de Burgos una exposición colectiva titulada Diversum en la que participaron doce artistas de la ciudad (cinco escritores, dos fotógrafos y cinco pintores) en homenaje a los poetas Jorge Villalmanzo y Bernardo Cuesta Beltrán. En el catálogo, se publicaron sendos poemas inéditos de ambos poetas.

### Burgos (provincia)
En abril de 2012 la Asociación Tierra de Lara realizó una plantación de mil cien árboles autóctonos en conmemoración de la fundación del monasterio de San Pedro de Arlanza y dedicó una sabina a Villalmanzo, junto a una placa conmemorativa.
La pintora Concha Díez Valcabado le rindió homenaje con una exposición dedicada a la Naturaleza instalada en la sala Cultural de Caja de Burgos de Aranda de Duero en abril de 2013.
En Hortigüela se realizó una plantación de árboles autóctonos en unos terrenos comunales, que a partir de entonces reciben el nombre de Bosque de Jorge Villalmanzo. Se inauguró el 6 de diciembre de 2015.

### Tábara
En la plaza Mayor de Tábara (provincia de Zamora) se plantó un olivo en agradecimiento a Villalmanzo por haber sido uno de los impulsores de la Universidad Hispano-Lusa de Aliste y por su vinculación al Premio Internacional de Poesía León Felipe, ya que él fue el autor de los trofeos que se entregaron a los poetas ganadores en las diez ediciones del certamen.

### Mel (Italia)
Debido a su relación con artistas italianos y a su calidad de cofundador de la asociación cultural hispanoitaliana Gótico Blanco, el ayuntamiento de Mel dedicó una placa en recuerdo del poeta y se plantó un árbol en el camino hacia el río, allí donde los  ciudadanos del lugar comienzan sus paseos, según Silvano Cavallet. El acto de homenaje estuvo presidido por el alcalde, Stefano Cesa. El árbol que se plantó fue un cornejo macho, fue el 12 de octubre de 2012 y el texto de la placa dice: «A Jorge Villalmanzo Santamaría (Burgos, España), poeta, escritor, paisajista, músico, animador cultural y amigo de Mel».

## Publicaciones

### Poesía
- Las cenizas de la nieve. Prólogos de Antonio Gamoneda y Gustavo Martín Garzo. Editorial Celya, 2001.
- Círculo adscrito (por penumbra y reflejo). Prólogo de Bernardo Cuesta. Celya. 2003.

### Novela
- Un japonés en mi interior. Celya, 2004.

### Cuentos
- A dos pasos del espejo. Ilustraciones: María José Castaño. Los Duelistas, 2009.[41][42]